# Рејчел Билсон
Рејчел Сара Билсон (енгл. Rachel Sarah Bilson; Лос Анђелес, 25. август 1981) америчка је глумица. Позната је по улози Самер Робертс у серији Округ Оринџ и Зои Харт у серији Јужњачко срце. Такође је глумила у научнофантастичном филму Скакач са својим тадашњим дечко, Хејденом Кристенсеном.

## Детињство и младост
Билсонова је рођена у Лос Анђелесу. Ћерка је Џенис Станго, сексуалног терапеута, и Денија Билсона, сценаристе, редитеља и продуцента. Има старијег брата и две млађе полусестре, Роузмери и Хати. Њена мајка је Италијанка која је одгајана као католкиња, а отац Јевреј.

## Приватни живот
Од 2003. до 2006. Билсонова је била у вези са Адамом Бродијем, колегом из серије Округ Оринџ.
Када је раскинула са Бродијем, Билсонова је започела везу са Хејденом Кристенсеном, са којим је глумила у филму Скакач. Ћерка им се родила у октобру 2014. године. Нису у вези од септембра 2017. године.

## Филмографија

### Филм
| Година | Српски назив     | Изворни назив | Улога       | Напомене    |
| ------ | ---------------- | ------------- | ----------- | ----------- |
| 2003.  |                  |               | Рејчел      | кратки филм |
| 2006.  | Последњи пољубац |               | Ким         |             |
| 2008.  | Скакач           |               | Мили Харис  |             |
| 2009.  | Њујорк, волим те |               | Моли        |             |
| 2010.  | Чекајући заувек  |               | Ема Твист   |             |
| 2011.  | Живот се деси    |               | Лора        |             |
| 2013.  | Секс по списку   |               | Амбер Кларк |             |
| 2014.  |                  |               | очевидац    | камео улога |

### Телевизија
| Година     | Српски назив                | Изворни назив | Улога           | Напомене                              |
| ---------- | --------------------------- | ------------- | --------------- | ------------------------------------- |
| 1998.      |                             |               | Џена            | епизода: „Пацови из Румфордтона”      |
| 2003.      | 8 једноставних правила      |               | Џени            | епизода: „Избор каријере”             |
| 2003.      | Бафи, убица вампира         |               | Колин           | епизода: „Неваљале девојке”           |
| 2003—2007. | Округ Оринџ                 |               | Самер Робертс   |                                       |
| 2004.      | Веселе седамдесете          |               | Кристи          | епизода: „5.15”                       |
| 2007.      | Чак                         |               | Лу Палон        | 2. епизоде                            |
| 2010—2014. | Како сам упознао вашу мајку |               | Синди           | 4 епизоде                             |
| 2011—2015. | Јужњачко срце               |               | Зои Харт        | главна улога                          |
| 2012.      | Трачара                     |               | себе            | епизода: „Њујорк, волим те ”          |
| 2016.      |                             |               | Констанс Коп    | епизода: „Браћа и сестре”             |
| 2017.      | Нешвил                      |               | Алиса Грин      | споредна улога (5. сезона; 5 епизода) |
| 2018.      | Друга шанса                 |               | Сем Свифт       | главна улога                          |
| 2019.      |                             |               | Хелен Калахан   | епизода: „Бејзбол”                    |
| 2019.      |                             |               | Дејзи Валентајн | главна улога                          |